# Биркиновка
Биркиновка — деревня в Пронском районе Рязанской области. Входит в Мамоновское сельское поселение

## География
Находится в юго-западной части Рязанской области на расстоянии приблизительно 6 км на юг по прямой от районного центра города Пронск.

## История
В 1859 году здесь (тогда деревня Пронского уезда Рязанской губернии) было учтено 18 дворов, в 1897 - 22.

## Население
Численность населения: 180 человек (1859 год), 150 (1897), 0 в 2002 году, 2 в 2010.